# Hallesches Tor (métro de Berlin)
Hallesches Tor est une station des lignes 1, 3 et 6 du métro de Berlin, située dans le quartier de Kreuzberg.

## Situation
Sur les lignes 1 et 3, la station est située entre Möckernbrücke à l'ouest, en direction de Uhlandstraße (ligne 1) ou Krumme Lanke et Prinzenstraße à l'est, en direction de Warschauer Straße. Sur la ligne 6, elle est située entre Kochstraße au nord, en direction de Alt-Tegel et Mehringdamm au sud, en direction de Alt-Mariendorf.
Tandis que les quais surélevés des lignes 1 et 3 sont situés sur un viaduc entre le Landwehrkanal et le Hallesches Ufer, le quai souterrain de la ligne 6 est situé dans un axe nord-sud sous la Mehringplatz.

## Histoire
Hallesches Tor est l'une des premières stations mises en service le 18 février 1902, avec la première ligne de métro, le Stammstrecke, entre Stralauer Tor et Zoologischer Garten. Elle est construite en lieu et place de l'ancienne porte de Halle (Hallesches Tor).
Le 30 janvier 1923, la station sur ce qui est alors la ligne C (aujourd'hui la 6) est à son tour mise en service.
Enfin, à partir du 7 mai 2018, la ligne 3 dessert également la station en effectuant le même parcours que la ligne 1 entre Wittenbergplatz et Warschauer Straße.

## Services aux voyageurs

### Accès et accueil
La station possède quatre accès et est équipée d'ascenseurs.

### Intermodalité
La station est en correspondance avec les lignes d'autobus M41 et 248.